# Двурога пчелица
Двурога пчелица (Ophrys scolopax) е вид многогодишно растение от семейство Орхидеи (Orchidaceae). В България се среща подвид Ophrys scolopax subsp. cornuta (Steven) E.G.Camus. Видът е защитен, включен в Приложение № 3 на Закона за биологичното разнообразие.

## Описание
Цвета прилича на пчела като по този начин може да привлече и заблудени мъжки пчели, които да я опрашат. Цветовете са от 3 до 15, събрани в рехаво съцветие. От другите видове от рода се отличава по двата роговидни израстъка на цвета. Височината му е от 15 до 50 cm. Цъфти от април до юни.

## Разпространение и местообитание
Вирее на слънчеви и полусенчести места, в храсталаци, поляни и ливади на надморска височина до 1400 m, предимно на варовити почви. В България видът се среща в цялата страна.

## Подвидове
Описани са следните подвидове:
- Ophrys scolopax subsp. apiformis (Desf.) Maire & Weiller – Испания, Португалия, Сардиния, Сицилия, Тунис, Алжир и Мароко
- Ophrys scolopax subsp. conradiae (Melki & Deschâtres) H.Baumann & al. – Корсика, Сардиния и Италия
- Ophrys scolopax subsp. cornuta (Steven) E.G.Camus – Унгария, Апулия, Балкански полуостров, Крим, Турция и Кавказ
- Ophrys scolopax subsp. heldreichii (Schltr.) E.Nelson – Гърция, Турция и Апулия
- Ophrys scolopax var. minutula (Gölz & H.R.Reinhard) H.A.Pedersen & Faurh – Турция, някои гръцки острови
- Ophrys scolopax subsp. rhodia (H.Baumann & Künkele) H.A.Pedersen & Faurh. – Някои гръцки острови
- Ophrys scolopax subsp. scolopax – от Португалия до Иран